# Clay Township (comté de Dunklin, Missouri)
Pour les articles homonymes, voir Clay Township.
Clay Township est un township du comté de Dunklin dans le Missouri, aux États-Unis,.
Le township est baptisé en référence à Henry Clay, Sénateur des États-Unis pour le Kentucky.

## Source de la traduction
- (en) Cet article est partiellement ou en totalité issu de l’article de Wikipédia en anglais intitulé « Clay Township, Dunklin County, Missouri » (voir la liste des auteurs).